# Michael O'Connor (pallanuotista)
Michael Anthony O'Connor (Belfast, 27 febbraio 1900 – Dublino, 26 dicembre 1957) è stato un nuotatore e pallanuotista irlandese.
Ha fatto parte dell'Irlanda, che ha partecipato, nel torneo di pallanuoto, ai Giochi di Parigi 1924 e di Amsterdam 1928, questi ultimi disputati assieme al fratello Joseph.
Ai Giochi del Amsterdam 1928, era stato selezionato per gareggiare nel nuoto, partecipando alla Staffetta 4 × 200 metri stile libero, ma alla fine non vi partecipò.
Era il cognato del cavaliere olimpico Jack Lewis.